# Ваља Сеака (Муреш)
Ваља Сеака (рум. Valea Seacă) насеље је у Румунији у округу Муреш у општини Рачу. Oпштина се налази на надморској висини од 350 m.

## Становништво
Према подацима из 2002. године у насељу је живело 21 становника, од којих су сви румунске националности.